# Idi-Araba
Idi-Araba est un quartier du 1er arrondissement de la commune de Porto-Novo localisé dans le département de l'Ouémé au sud-est du Bénin.

## Histoire et toponymie

### Histoire
Idi-Araba devient officiellement un quartier du 1er arrondissement de la commune de Porto-Novo le 6 mars 2015 à la suite de la loi n°2015-01  modifiant et complétant la loi n°2013-05 du 27 mai 2013 portant création, organisation, attribution et fonctionnement des unités administratives locales en république du Bénin.

## Population
Selon le recensement général de la population et de l'habitation de 2013 conduit par l'institut national de la statistique et de l'analyse économique (INSAE), Idi-Araba compte 127 ménages et 521 habitants.